# Nazgulia
Nazgulia is een geslacht van vliesvleugeligen uit de familie Pteromalidae. De wetenschappelijke naam van dit geslacht is voor het eerst geldig gepubliceerd in 1973 door Hedqvist.

## Soorten
Het geslacht Nazgulia is monotypisch en omvat slechts de volgende soort:
- Nazgulia petiolata Hedqvist, 1973